# فرانسيس بوشنان-هاميلتون
فرانسيس بوشنان-هاميلتون (1762-1829) (بالإنجليزية: Francis Buchanan-Hamilton)‏ هو عالم نبات اسكتلندي.